# کتابخانه برخط کوئستیا
کتابخانه برخط کوئستیا (انگلیسی: Questia) یک کتابخانه دیجیتال است که کتاب‌ها و مجلات علمی به‌ویژه در حوزه‌های علوم انسانی و علوم اجتماعی را در خود دارد. برای دسترسی به محتوای کوئستیا می‌بایست آبونهٔ این کتابخانهٔ دیجیتال شد.

## تاریخچه
کوئستیا در سال ۱۹۹۸ در شیکاگو پایه‌گذاری شد و ردس لا ۲۰۱۰ توسط سی‌انگیج خریداری شد.

## محتوا
بخشی از محتوای کوئستیا به صورت رایگان در دسترس است. این شامل آثاری است که در مالکیت عمومی هستند، و همچنین فهرست مطالب دیگر آثار. کوئستیا اقدام به فروش نسخه‌های الکترونیکی کتاب‌ها نمی‌کند بلکه اجازهٔ دسترسی به آن‌ها را به صورت برخط می‌دهد. مجموعهٔ کوئستیا شامل بیش از ۷۸٬۰۰۰ کتاب و بالغ بر ۹٬۰۰۰٬۰۰۰ مقاله از مجله‌های علمی و غیرعلمی و روزنامه‌هاست.